# Куан мак Амалгадо
Куан мак Амалгадо (др.‑ирл. Cúán mac Amalgado; умер в 641) — король Мунстера (637/639—641) из рода Эоганахтов из Айне.

## Биография
Куан был сыном скончавшегося в 603 году Амалгайда мак Эндая, который правил Мунстером на рубеже VI—VII веков. Резиденция правителей Эоганахтов из Айне находилась вблизи современного селения Кнокани (в графстве Лимерик). Септ, к которому принадлежал Куан, назывался в честь его деда Уи Энда.
В 637 или 639 году Куан мак Амалгадо сам взошёл на мунстерский престол, став преемником умершего короля Файльбе Фланна из рода Кашелских Эоганахтов. По свидетельству ирландских анналов, правление Куана не было продолжительным: уже в 641 году он умер, после чего властью над королевством овладел Маэнах мак Фингин.
О событиях в Мунстере времён правления Куана мак Амалгадо сведений почти не сохранилось. Однако в средневековых исторических источниках упоминается о произошедшем во время междоусобной войны в Коннахте сражении при Карн Конайлле (около современного Горта). Наиболее подробный рассказ об этом событии сохранился в поэме X века «Битва при Карн Конайлле» (др.‑ирл. Cath Cairnd Chonaill). Здесь победителями в сражении названы король Бреги Диармайт мак Аэдо Слане и сыновья короля Рогаллаха мак Уатаха (Фергус, Катал и Келлах), а потерпевшей поражение стороной — Гуайре Айдне и его союзники, среди которых был и некий король Мунстера Куан мак Эндай, павший на поле боя. О том, что мунстерцы были в битве союзниками Гуайре Айдне, свидетельствуют и «Анналы Тигернаха». Эти данные позволили некоторым историкам, включая и автора XVII века Джеффри Китинга, отождествить Куана мак Эндая с Куаном мак Амалгадо. По их мнению, Куан мак Амалгадо правил Мунстером десять лет (639—649 годы), о чём сообщается и в средневековом трактате «Laud Synchronisms». Однако в анналах сражение при Карн Конайлле датируется 649 годом, то есть временем более поздним, чем указанная в этих же источниках дата кончины Куана мак Амалгадо. Кроме того, об участии мунстерцев в сражении при Карн Конайлле не упоминается ни в «Анналах Ульстера», ни в «Анналах Инишфаллена». На этом основании ряд современных историков, включая Ф. Д. Бирна, отклоняет возможность участия Куана мак Амалгадо в коннахтских междоусобиях.
Согласно средневековым генеалогиям (в том числе, сохранившимся в «Мунстерской книге»), сыном Куана мак Амалгадо был Маэл Умай, а одним из внуков — Этерскел, правивший Мунстером на рубеже VII и VIII веков.